# Peter Thyraeus
Peter Thyraeus (ou Pierre Thyrée), né en 1546 à Neuss (Électorat de Cologne) et mort le 3 décembre 1601 à Wurtzbourg (Allemagne), est un prêtre jésuite allemand et théologien. 
Il fut l'un des premiers controversistes catholiques à s’opposer aux théories de la Réforme protestante. Ses études sur les démons ainsi que sur la possession religieuse le font considérer comme un précurseur de la démonologie. 

## Biographie
Né à Neuss en 1546, en Électorat de Cologne comme son frère aîné Hermann (1532-1591), également théologien jésuite, Peter Thyraeus entre chez les Jésuites le 25 novembre 1561 et fait son noviciat à Cologne. À la fin de sa formation spirituelle et théologique, il est ordonné prêtre en 1572 à Trèves.

### Professeur de théologie
Durant toute sa carrière, Peter Thyraeus enseigne la théologie, d’abord à Trèves (1574-1576) puis à Mayence (1577-1590) et enfin à Wurtzbourg en Bavière (1590, à sa mort en 1601). Orateur éloquent, il est souvent invité à prêcher dans la cathédrale de Trèves et plus tard dans celle de Mayence. 
Il est également confesseur de prélats influents tel le prince-évêque de Wurtzbourg, Mgr Jules Echter von Mespelbrunn.

### Controversiste
Ses écrits s'inscrivent presque tous dans le contexte de controverses – souvent acerbes – avec les protestants luthériens. Parmi d’autres, sa défense du culte des saints le ‘De legitimo sanctorum cultu...’ de 1582 provoque une réponse de Daniel Toussain, théologien réformé français installé à Heidelberg. Il est connu que son confrère le père Antonio Possevino, diplomate du Saint-Siège dans le Nord de l’Europe, appréciait et utilisait volontiers les écrits de Peter Thyraeus. 

### Démonologue
Alors enseignant à Mayence, Peter Thyraeus s’intéresse à la sorcellerie (un grave problème social de l’époque) et aux ‘manifestations des mauvais esprits’. 
Ses traités De daemoniacis (1594), Loca infesta (1598) et De apparitionibus spirituum... (1601), basés sur l’expérience de saint Pierre Canisius, suscitèrent beaucoup d’intérêt. Ceux-ci composent la première étude systématique (même dépourvue de caractère scientifique) de la sorcellerie[réf. nécessaire] et de la démonologie religieuse en général. Ses travaux montrent sa bonne connaissance de l’Écriture sainte et des Pères de l’Église. Son jugement reste prisonnier de l’atmosphère polémique de l’époque. Dans l'étude de la sorcellerie, il sera suivi par le père Friedrich Spee. 

### Mort
Le père Peter Thyraeus meurt à Wurtzbourg en Bavière le 3 décembre 1601.

## Écrits
- De novo et falso Antichristo, Mayence, 1584.
- De legitimo sanctorum cultu per sacras imagines, Wurtzbourg, 1582.
- De daemoniacis, Cologne, 1594.
- Loca infesta, Cologne, 1598.
- De apparitionibus spirituum, Cologne, 1600, 1605.
- De variis apparitionibus Dei et Christi..., Cologne, 1611. (œuvre posthume)